# Thomisus melanostethus
Thomisus melanostethus là một loài nhện trong họ Thomisidae.
Loài này thuộc chi Thomisus. Thomisus melanostethus được Eugène Simon miêu tả năm 1909.